# Câmpeni (okręg Botoszany)
Câmpeni – wieś w Rumunii, w okręgu Botoszany, w gminie Prăjeni. W 2011 roku liczyła 646 mieszkańców.